# 819 Barnardiana
819 Barnardiana è un asteroide della fascia principale. Scoperto nel 1916, presenta un'orbita caratterizzata da un semiasse maggiore pari a 2,1974236 UA e da un'eccentricità di 0,1417219, inclinata di 4,89574° rispetto all'eclittica.
Il suo nome è in onore di Edward Emerson Barnard, un astronomo statunitense.